# Miss Universo 1986
Miss Universo 1986 foi a 35ª edição do concurso, realizada  no ATLAPA Convention Center, na Cidade do Panamá, Panamá, em 21 de julho daquele ano. Setenta e sete candidatas de todo o mundo disputaram a coroa de Miss Universo que foi conquistada pela venezuelana Bárbara Palacios.
Depois de três anos de tentativas em sediar o Miss Universo, o Panamá o fez em grande estilo e essa edição é considerada uma das melhores da história do concurso. Antes de chegarem ao país, as candidatas sul-americanas participaram do Miss América do Sul, em Caracas, como um termômetro para o concurso, e esta preliminar entre as latinas foi vencida pela Miss Venezuela Bárbara Palacios, a dona da casa que seria posteriormente coroada Miss Universo.

## Evento
Com a chegada das candidatas, três sul-americanas, Venezuela, Colômbia e a brasileira Deise Nunes,que foi a primeira Miss Brasil negra da história, foram transformadas em favoritas na preferência de fãs e da imprensa, mas foi a Miss USA, Christy Fichtner, aquela considerada a miss a ser batida. Este concurso, considerado um dos mais fortes dos anos 80, viu sua primeira baixa na chegada, com a Miss Iugoslávia sendo mandada de volta a seu país ao se descobrir que era menor de idade.
Entre as europeias, as representantes da Holanda, Finlândia e Itália, que venceu o Miss Fotogenia, estavam entre as mais cotadas.A Miss Dinamarca passaria desapercebida para os jurados e para a mídia, mas alguns anos mais tarde Helena Christensen se tornaria uma das principais supermodelos de toda a história. Esta foi a última vez que três países — Zaire, Gâmbia e Samoa Ocidental — iriam participar do concurso. Esta foi a primeira e única participação de Papua Nova Guiné,juntamente com a Ilha da Reunião, que por ser território francês, passaria a participar futuramente do Miss França.
O Top 10, anunciado pelo apresentador Bob Barker, foi formado por Venezuela, Brasil, EUA, Colômbia, Finlândia, Polônia, Chile, Zaire, Suíça e Porto Rico. Nas entrevistas após esta fase, as reações pitorescas e imprevisíveis de algumas candidatas anularam todas as previsões dos especialistas e da mídia , enquanto Barbara avançava para a primeira posição, ultrapassando a até então líder nas pontuações Miss EUA.A brasileira Deise Nunes, visivelmente nervosa, perdeu seu lugar na avaliação do júri para a Miss Polônia, acabando em sexto lugar. A bela loira Fichtner, dos EUA, voltou à primeira posição na pontuação após o desfile de trajes de banho, mas perderia de novo para Barbara após o desfile em trajes de noite, tornando o concurso deste ano um dos mais imprevisíveis da história.
O Top 5 foi formado por Venezuela, EUA, Polônia, Finlândia e Colômbia. A polonesa Brygida Bziukiewicz, uma cantora de ópera, foi a grande surpresa, com seu desempenho geral sendo considerado melhor que o da Miss Brasil. Com as três últimas classificadas também nas últimas três posições do quadro final, o anúncio da vencedora ficou entre Venezuela e EUA. Bob Barker então anunciou Barbara Palacios como a nova Miss Universo 1986, a terceira coroa conquistada pela Venezuela em sete anos. A americana Fichtner não aceitou bem a derrota e deixou o Panamá enfurecida e retornou aos Estados Unidos em um avião privado no dia seguinte.
Palacios, uma venezuelana nascida na Espanha, filha de dois atores e com dupla nacionalidade, cumpriu com grande eficiência seu papel como Miss Universo e após seu reinado trabalhou por mais de duas décadas como apresentadora de televisão e porta-voz de diversas corporações multinacionais nos EUA e na América Latina. Empresária bem sucedida, em 2010 ela se tornou proprietária da Barbara Palacios Corporation, uma empresa baseada nos Estados Unidos que comercializa produtos femininos, com linhas de jóias e produtos de beleza sendo vendidos em lojas com o seu nome na Flórida.

## Resultados
| Colocação                | Candidata                                                                       | País                                        |
| ------------------------ | ------------------------------------------------------------------------------- | ------------------------------------------- |
| Miss Universo 1986       | Bárbara Palacios                                                                | Venezuela                                   |
| 2º lugar                 | Christy Fichtner                                                                | Estados Unidos                              |
| 3º lugar                 | Mónica Urbina                                                                   | Colômbia                                    |
| 4º lugar                 | Brygida Bziukiewicz                                                             | Polônia                                     |
| 5º lugar                 | Tuula Polvi                                                                     | Finlândia                                   |
| Semifinalistas (Top 10): | Deise Nunes Aimee Dobala Eveline Glanzmann Mariana Villasante Elizabeth Robison | Brasil · Zaire · Suíça · Chile · Porto Rico |
| Premiações especiais     |                                                                                 |                                             |
| Miss Simpatia            | Dina Reyes Salas                                                                | Guam                                        |
| Miss Fotogenia           | Susanna Huckstep                                                                | Itália                                      |
| Melhor Traje Típico      | Gilda Lopez                                                                     | Panamá                                      |

## Candidatas
Em negrito, a candidata eleita. Em itálico, as semifinalistas.
| - Alemanha - Birgit Jahn - Argentina - María Escudero - Aruba - Mildred Semeleer - Austrália - Christina Bucat - Áustria - Manuela Redtenbacher - Bahamas - Marie Brown - Barbados - Roslyn Williams - Bélgica - Goedele Liekens - Belize - Romy Taegar - Bolívia - Elizabeth O'Connor - Brasil - Deise Nunes (SF, 2° TT) - Canadá - Renee Newhouse (PMP) - Chile - Mariana Villasante (SF, 3° TT) - Chipre - Christina Vassaliadou - Cingapura - Farah Lange - Colômbia - María Urbina (3°) - Coreia do Sul - Young-Ran Bae - Costa do Marfim - Marie Françoise Kouame - Costa Rica - Aurora Velasquez - Curaçao - Christine Sibilo - Dinamarca - Helena Christensen - El Salvador - Vicky Alvarez - Equador - Veronica Sevilla - Escócia - Natalie Devlin - Espanha - Concepción Espinosa - Estados Unidos - Christy Fichtner (2°) - Filipinas - Violeta Nalus - Finlândia - Tuula Polvi (5°) - França - Catherine Carew - Gâmbia - Rose Marie Eunson - Gibraltar - Gail Francis - Grécia - Celia Mandaki - Guam - Dina Salas (MS) - Guatemala - Christa Girón - Holanda - Caroline Veldkamp - Honduras - Sandra Villanueva - Hong Kong - Robin Lee - Ilhas Cook - Lorna Sawtell - Ilhas Virgens Americanas - Jasmine Turner | - Ilhas Virgens Britânicas - Shereen Flax - Índia - Mehr Jessia - Inglaterra - Joanne Sedgley - Irlanda - Karen Shevlin - Islândia - Thora Thrastardóttir - Israel - Nili Druker - Itália - Susanna Huckstep (MF) - Jamaica - Liliana Cisneros - Japão - Hiroko Esaki - Líbano - Reine Barakat - Luxemburgo - Martine Pilot - Malásia - Betty Pit - Malta - Antoinette Zerafa - Marianas Setentrionais - Christine Guerrero - México - Connie Carranza - Noruega - Tone Henriksen - Nova Zelândia - Christine Atkinson - País de Gales - Tracey Rowlands - Panamá - Gilda Lopez (TT) - Papua-Nova Guiné - Anna Wild - Paraguai - Johanna Kelmer - Peru - Karin Lindemman - Polónia - Brygida Bziukiewicz (4°) - Porto Rico - Elizabeth Lattaladi (SF) - Portugal - Mariana Carrico - República Dominicana - Lissette Chamorro - Reunião - Genevieve Le Bon - Samoa - Tui Kaye Hunt - Sri Lanka - Indra Kumari - Suécia - Anne Rahmberg - Suíça - Eveline Glanzmann (SF) - Tailândia - Thaveeporn Klungpoy - Trinidad e Tobago - Candace Jennings - Turcas e Caicos - Barbara Capron - Turquia - Demet Basdemir - Uruguai - Silvana Garcia - Venezuela - Bárbara Palacios (1°) - Zaire - Aimee Dobala (SF) |

## Transmissão televisiva
Este foi o último ano em que o SBT transmitiu ao vivo o concurso para o Brasil. E também o último em que a emissora levou ao ar um especial de meia-hora sobre a representante do país na disputa (nesse caso, Deise Nunes), antes da transmissão oficial liderada pela rede americana CBS.